# Днепр (электронно-вычислительная машина)
«Днепр» — советская цифровая управляющая вычислительная машина на полупроводниковых элементах. В процессе разработки носила название УМШН — Управляющая Машина Широкого Назначения.

## Разработка
Идея разработки была высказана В. М. Глушковым в июне 1958 года на Всесоюзной конференции в Киеве.
Разрабатывалась с 1958 по 1961 год в Вычислительном центре Академии Наук (ВЦ АН) УССР под руководством В. М. Глушкова, главный конструктор — Б. Н. Малиновский.
Исполнители: Г. А. Михайлов, Н. Н. Павлов, Б. Б. Тимофеев, А. Г. Кухарчук, Е. С. Орешкин, В. С. Каленчук, Л. А. Корытная, В. М. Египко, Л. А. Жук, С. С. Забара, Л. Я. Приступа, Э. П. Райчев, Н. М. Абакумова, Л. А. Русанова, Г. И. Корниенко, Ф. Н. Зыков, В. С. Ленчук, И. Д. Войтович, В. В. Крайницкий, А. А. Пущало, Ю. Т. Митулинский, Е. П. Драгаев, А. И. Толстун, М. А. Ермоленко, Н. К. Бабенко, Э. Ф. Колотущенко.
В 1961 году после ряда испытаний машина была принята Госкомиссией во главе с академиком А. А. Дородницыным.

## Выпуск
«Днепр» выпускался в течение десяти лет — с 1961 по 1971 год, сначала на Киевском заводе «Радиоприбор», затем на Киевском заводе вычислительных и управляющих машин (ВУМ, позже «Электронмаш»), всего было выпущено около 500 машин. Помимо СССР, машина использовалась и в других странах социалистического блока.

## Технические характеристики
- Система команд: двухадресная[уточнить], 88 команд
- Система счисления: двоичная
- Представление чисел: с фиксированной запятой
- Разрядность: 26 двоичных разрядов
- ОЗУ — от одного до восьми блоков по 512 слов
- Быстродействие: на операциях сложения/вычитания — 20000 операций в секунду, умножения/деления — 4000 операций в секунду
- Занимаемая площадь: 35-40 м²
- Потребляемая мощность: 4 кВт

## Днепр-2
Производилась с 1968 года на Киевском заводе вычислительных и управляющих машин (ВУМ).